# ATR-42
O ATR-42 é uma aeronave comercial bimotora, pressurizada, de médio porte, asas altas, propulsão turboélice e capacidade para transportar até cinquenta passageiros. Foi desenvolvida e fabricada em larga escala na França a partir da década de 1980, pela ATR - Avions de Transport Régional, o maior fabricante de turboélices para transporte regional de passageiros do mundo.
O ATR-42 é um projeto totalmente original de parte da indústria aeronáutica europeia, resultado de pesquisa e desenvolvimento em conjunto de grandes fabricantes de vários países, notadamente França e Itália.

## Histórico

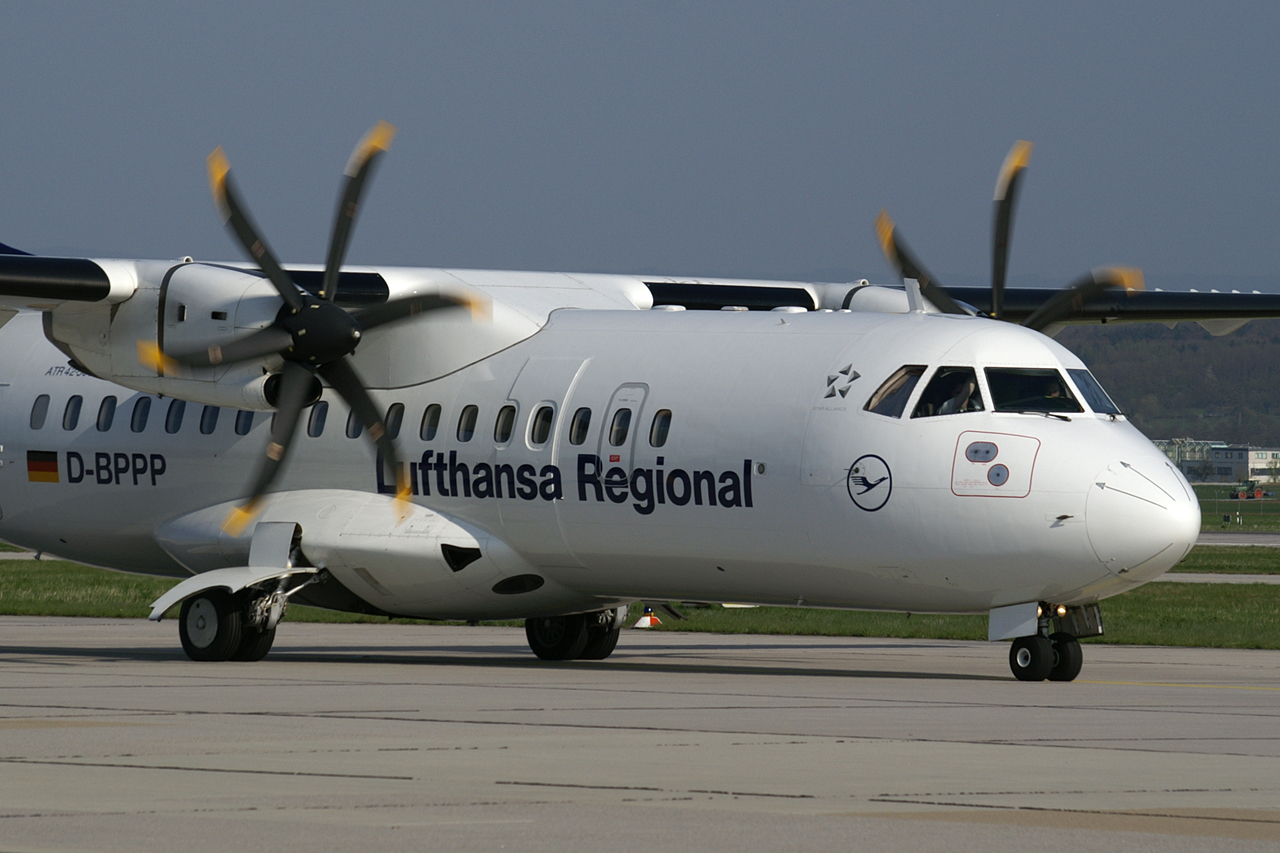
Modelo ATR-42 no aeroporto de Stuttgart.

Em 1981, as empresas Aérospatiale, da França), e a Aeritalia, da Itália, se uniram para desenvolver um projeto visando o mercado de aeronaves regionais na faixa de cinquenta passageiros. Da união nasceu a ATR, cujo primeiro projeto foi o ATR42, que concorreu diretamente com os modelos Fokker 50 e Dash 8-300.
A boa aceitação no mercado permitiu a versão estendida da aeronave, nascendo assim o ATR-72.

## Características
Embora algumas versões militares também tenham sido criadas e vendidas, desde sua origem o projeto do ATR-42 está voltado principalmente para a utilização da aeronave no mercado civil de transporte aéreo regional de passageiros.
As versões atuais são os modelos 42-600 e 42-600S (STOL), este para pistas curtas de até 800 metros.

## Mercado
O ATR-42 foi projetado especialmente para atender pedidos de companhias aéreas regionais por um tipo de equipamento adaptado para operação em pistas de pouso curtas, com obstáculos próximos das cabeceiras e prolongamentos, exigindo procedimentos de decolagem e aproximação mais complicados. Praticamente todas as aeronaves turboélice modernas têm mais potência estática (tração estática) que aeronaves a jato de mesmo tamanho e peso máximo de decolagem.

## Operadores
Os ATR-42 voam em todos os continentes, com mais de 400 unidades entregues.

## Ficha técnica
Fonte: Air finance journal 
- Capacidade: 46 assentos (média-densidade) ou 50 assentos (alta-densidade)
- Tripulação: 1 piloto, 1 co-piloto e 1 comissária
- Pista de pouso: Aprox. 1 500 metros (lotado / dias quentes / tanques cheios)
- Velocidade de cruzeiro (ATR-42-300): Aprox. 485 km/h
- Velocidade de cruzeiro (ATR-42-500): Aprox. 535 km / h
- Consumo médio (QAV): Aprox. 1 100 litros / hora (lotado / 75% potência)
- Consumo médio (QAV): Aprox. 0,05 litro / passageiro / km voado
- Motorização (ATR-42-300): 2 x Pratt & Whitney PW-120 (1 800 shp / cada)
- Motorização (ATR-42-320): 2 x Pratt & Whitney PW-121 (1 900 shp / cada)
- Motorização (ATR-42-500): 2 x Pratt & Whitney PW-127 (2 400 shp / cada)
- Comprimento: Aprox. 22,7 metros
- Teto de operacional: Aprox. 8 500 metros (25.000 mil pés)
- Alcance (ATR-42-500): Aprox. 1 500 quilômetros (lotado / 75% potência / com reservas)
- Preço (ATR-42-600): Aprox. US$ 20 milhões (novo)